# Johan Georg Forchhammer
|  | Ikke af forveksle med Georg Forchhammer (Johannes Georg Forchhammer) |
Johan Georg Forchhammer (født 26. juli 1794 i Husum, Slesvig, død 14. december 1865 i København) var en dansk kemiker og geolog. Han var i Danmark pionér indenfor disse områder.
Forchhammer var H.C. Ørsteds assistent, og de samarbejdede blandt andet om geologiske undersøgelser på Bornholm. J.G. Forchhammer modtog i 1823 et professorat i mineralogi og geognose på Københavns Universitet, og geologi blev for første gang et selvstændigt fag i Danmark. Han var den anden direktør for Polyteknisk Læreanstalt fra 1851 til sin død og desuden rektor for Københavns Universitet 1857-1859.
Han var broder til August Friedrich Wilhelm Forchhammer og Peter Wilhelm Forchhammer.

## Baggrund
Faderen, Johan Ludolph Forchhammer, var lærer ved Borgerskolen i Husum, indtil han i 1803 flyttede til Tønder, hvor han var udnævnt til rektor for ved lærerseminariet. Moderen var Margrethe Elisabeth Wiggers. Begge forældre var af sønderjysk slægt.
Forchhammer nød undervisningen i Borgerskolen i Husum og siden i Tønder, indtil faderen døde i 1810. Det skyldes væsentligst, at hans interesse for naturen i almindelighed blev vakt tidlig. Særlig tiltrak havets både nedbrydende og opbyggende kræfter ved Slesvigs vestkyst hans opmærksomhed.
Fra 1810 til 15 var han discipel på apoteket i Husum og begav sig derefter til universitetet i Kiel, hvor han blev indskrevet som stud. chem. & pharm. Han deltog i forelæsninger over fysik, kemi og farmaci hos Christoph Heinrich Pfaff og blev ansat hos denne som assistent. Ved siden af de nævnte fag beskæftigede han sig især med matematik og mineralogi. Han følte tidligt en levende trang til at uddanne sig i det sidstnævnte fag ved rejser i udlandet.
I 1818, efter at han havde studeret i Kiel i tre år, indtraf der en uventet begivenhed, der fik en væsentlig indflydelse på hele hans fremtid, idet dronningens livlæge Joachim Dietrich Brandis, med hvem han havde stiftet bekendtskab under et ophold i Kiel, interesserede sig meget for at få anlagt et gasværk i København, og ledelsen for dette ville han overdrage til Forchhammer. Samtidig skal også Frederik VI have givet ham et løfte om et rejsestipendium, sandsynligvis for at han kunne studere den nylig indførte gasbelysning i London. Fuld af glade forventninger drog han i begyndelsen af 1818 til København, men projektet blev ikke realiseret, og som følge deraf blev der heller intet af rejsen til udlandet. Mærkeligt nok skulle Forchhammer få en væsentlig andel i, at København senere fik gasbelysning, dog først i året 1857.

## I København
Ved kaldet til København kom Forchhammer i en vanskelig situation. Han beherskede ikke sproget, men da omgangssproget i dannede kredse dengang var tysk var det af mindre betydning. Det var værre, at der ikke var gode udsigter for ham som fremmed, da han ikke havde bestået en række eksamener og kunne derved ikke opnå anerkendelse, der svarede til hans indsigt og evner. Det hjalp ham, at han havde ejendommelige evne til at vinde alle, han kom i berøring med, så de fik ubetinget tillid til ham på grund af den dygtighed og samvittighedsfuldhed, hvormed han udførte de opgaver, der blev overdraget til ham.
Foruden livlægen Brandis var han kommet i forbindelse med gehejmeråd (statsminister) Ernst Heinrich von Schimmelmann, der forsøgte at holde på ham i forsøget på at udnytte hans indsigt og evner med flere påtænkte tekniske projekter. Dette gav ham meget arbejde, men uden at han fik noget vederlag, så han følte sig meget presset økonomisk, og flere gange tænkte han på at udvandre til Tyskland.
Den største betydning fik bekendtskabet til H.C. Ørsted, der forestod fysik og kemi ved universitetet. Det var et heldigt træf for Forchhammer, at det i følge kongelig befaling var blevet pålagt Ørsted og justitsråd Lauritz Esmarch i slutningen af 1818 at de skulle undersøge Bornholm for at beskrive de derværende kul- og jernlag, og de overtalte "Studiosus" Forchhammer til at deltage i undersøgelsen. For ham havde denne rejse stor betydning med hensyn til hans senere studier. Disse havde hidtil fortrinsvis været fokuseret på den teoretiske og anvendte kemi samt de tilhørende videnskaber, fysik og mineralogi. På Bornholm bød der sig her en lejlighed for ham til også at beskæftige sig med geologien. Af den hædrende omtale, Forchhammer fik i Beretning om en Undersøgelse over Bornholms Mineralrige, der udkom 1819, fremgår det, at han har været mere end en blot underordnet medhjælper. Der tildeles ham lige så megen andel i det vundne udbytte som for kommissionens medlemmer, hvorfor han også det følgende år, 1819, anmodes om at tage del i fortsættelsen af undersøgelsen, hvilket han også gjorde. Efter at være bleven indskrevet som student ved universitetet i 1819 og have fået et 2-årigt rejsestipendium besluttede han før udenlandsrejsen at erhverve doktorgraden ved Københavns Universitet for at skaffe sig den nødvendige anerkendelse. For at opnå dette  forfattede han en afhandling i 1820). Den er det første arbejde fra hans hånd, og han påviste, at der i det grønne og røde kamæleon findes to forskellige syrer af manganet.

## Ophold i England
Hvad nu specielt udenlandsrejsen angår, da var det hans hensigt at udvide sine kundskaber både i kemisk, mineralogisk og geologisk retning, mere ved selvsyn end ved at frekventere forelæsninger. Dertil egnede sig særdeles England på grund af dette lands allerede den gang stærkt udviklede kemiske industri og lærerige geologiske forhold. I sommeren 1820 besøgte han de fleste større fabriksbyer og mærkelige geologiske punkter i det egentlige England, og brevene til slægt og venner i Slesvig og København var fulde af begejstring over den umådelige nytte, han havde af rejsen og af samlivet med datidens mest fremragende naturforskere som William Prout, Humphry Davy, John Dalton, William Hyde Wollaston, Robert Jameson og mange flere. Alt, hvad han så og lærte under dette ophold i England, lige fra undersøgelsen af kaolinminerne og elvangangene i Cornwall til kulgruberne ved Newcastle, var en skat for ham, som han senere vidste på mange måder at gøre frugtbringende for fædrelandet både i tale og skrift. – Om efteråret besøgte han derefter Skotland og de skotske øer, hvor han iblandt andet studerede de yngre eruptive bjergarter, da det lå i planen for rejsen tillige at ville undersøge Færøerne. Dertil kunne dog stipendiet ikke strække til, da opholdet og de mange udflugter i England havde slugt det hele; men der rejste sig adskillige vanskeligheder ved at få det forlænget, hvilket nærmest hidrørte fra, at man den gang så mere på rejsens praktiske end på dens videnskabelige udbytte, som man ikke skattede tilbørlig. Han ville næppe have fået sit ønske opfyldt, hvis ikke Ørsted havde taget sig af sagen og hævdet den betydning, det havde for Forchhammer at kunne afslutte sine studier i Skotland med en undersøgelse af vort nærmeste biland. Andragendet blev bevilget, og resultaterne af rejsen til Færøerne i 1821 offentliggjordes i Færøernes geologiske Beskaffenhed (1824), der gav vigtige oplysninger om disse øers mægtige "Trapdannelse" og kullagene. De sidste, håbede man den gang, ville kunne få en udstrakt anvendelse ikke blot for Færøerne, men også for moderlandet. Efter at være vendt tilbage til Danmark opnåede han at blive farvelaborant ved Den Kongelige Porcelænsfabrik, men med en så lille gage, at han ikke kunne leve deraf. Da trådte atter hans utrættelige velynder Ørsted til og udvirkede, at han 1823 blev ansat som lektor i kemi med en årlig gage af 400 Rigsdaler (samme år tillige lektor i mineralogi, dog uden honorar).
Når der her er dvælet så meget ved dette afsnit af hans liv (1818-24), da er det nærmest, fordi det er i dette tidsrum, at grunden blev lagt til alle de ideer, han senere bearbejdede og udviklede i sine arbejder; men det har tillige interesse at se, hvorledes han kæmpede for at blive i Danmark, skønt det ikke manglede på opfordringer fra venner i hertugdømmerne om hellere at drage til Tyskland. Hvad der derimod vedrører den følgende og større periode af hans liv, hvori han er afgjort dansk naturforsker, må betragtes fra et mere almindeligt synspunkt, og man kan lettest overskue hans store videnskabelige virksomhed ved at samle hans mange arbejder i flere naturlige grupper.

## Ansættelse ved universitetet
De første år efter ansættelsen ved universitetet som lektor i kemi og mineralogi hengik for en del med grundig at sætte sig ind i disse videnskabers enkeltheder og med forskellige kemiske og geologiske undersøgelser; men det varede ikke længe, før der åbnede sig en vid og frugtbringende virksomhed for anvendelsen af Forchhammers mangesidige kundskaber, i det han ved Den polytekniske Læreanstalts oprettelse i året 1829 blev ansat ved samme som lærer i de nævnte fag og bestyrer af det ene af læreanstaltens kemiske laboratorier. Denne virksomhed, hvori han forblev lige til sin død, altså i næsten 37 år (efter Ørsteds død tillige som direktør for læreanstalten), omfattede han med levende interesse, og man kan med rette sige, at det væsentligst skyldes Ørsted og Forchhammer, at dette institut efter nogle års forløb kunne glæde sig ved en frekvens, som oversteg selv de dristigste forventninger. Både kemi og mineralogi vare tidligere fag, som kun var lidet kendte uden for den snævre kreds af studerende og videnskabsmænd, der beskæftigede sig dermed. så snart derimod den polytekniske læreanstalt åbnede sine høresale for det store publikum, fik dette lejlighed til at blive gjort delagtigt i de mange vigtige resultater, naturvidenskaberne vare komne til i den første tredjedel af det 19. århundrede, og der udbredtes derved en her tidligere ukendt sans for de ovennævnte og nærbeslægtede fag. Der opstod derved tillige en gavnlig vekselvirkning mellem docenten og tilhørerne, mellem den eksakte videnskab og det praktiske livs behov, som det altid var Forchhammer en stor glæde at kunne tilfredsstille. Enhver kunne søge vejledning hos ham selv om de trivielleste kemiske spørgsmål uden at frygte for at blive afvist, og når der til besvarelsen deraf udfordredes særegne undersøgelser, var han altid beredt til at anstille sådanne, skønt han ofte derved blev nødt til at forlade et alt begyndt arbejde.

## Rent videnskabelige arbejder
Vi ville først betragte hans kemiske arbejder, hvori der spores den omtalte dobbelte retning, idet den ene gruppe behandler rent videnskabelige spørgsmål, medens den anden mere har industriens og agerbrugets tarv for øje. Til den første gruppe hører analyserne af forskellige islandske og færøske mineraler samt af ørstedin, topas, pyknit, ædelforsit og fossile harpiksarter, fundne i vore tørvemosers nåletræer. Det mest omfangsrige arbejde er dog Søvandets Bestanddele og deres Fordeling i Havet (universitetsprogram for 1859), som indeholder ikke mindre end 160 fuldstændige analyser af vandprøver, der leveredes ham i en lang årrække både af den danske og engelske marine fra alle verdenshave. For ret at opfatte betydningen af dette arbejde må man vel erindre, at Forchhammer ingenlunde tilsigtede alene at udfylde en mangel i vort kendskab til de dertil hørende forhold, men søgte ved disse undersøgelser at samle materiale til besvarelsen af et andet og større spørgsmål, vedrørende stoffernes kredsløb i naturen. Han gik ud fra – for at bruge hans egne ord –, 
"at Søvandet kan anses at være et Resultat af Vekselvirkningen mellem Jordmassens Udvaskning og alle de kemiske, fysiske og organiske Kræfter, som atter foranledige Udskillelsen og Uopløseliggørelsen af de i Søvandet opløste Stoffer".
Afhandlingen leveredes også med en del forøgelser til Philosophical transactions of the Royal Society of London (1865). Til denne hans virksomhed som kemiker hører udgivelsen af flere lærebøger i dette fag, og De enkelte Radikalers almindelige Kemi (1842) bødede den gang på et væsentligt savn i vor litteratur.

## Arbejder med henblik på det praktiske liv
Til den anden gruppe hører bestemmelsen af en mængde brændmaterialers varmefrembringende kraft (1845), sammensætningen af forskellige cement- og kalkstene (1847), en række undersøgelser af de organiske stoffers mængde og beskaffenhed i ferskvand (1850), om marsk, dynd og tørv (1865) og flere andre agronomiske afhandlinger, der meddeltes på møderne i Det Kongelige Danske Landhusholdningsselskab, og hvortil også må henregnes Danmarks Jordbund i Forhold til Plantevæxten (Dansk Tidsskrift IV, 1849-50).
Når vi derefter ville betragte den anden hovedretning i hans arbejder, den geologiske, da er alt i det foregående nævnt hans skildring af Færøernes geologiske beskaffenhed, som udkom 1824 i Videnskabernes Selskabs skrifter og bevirkede, at han det følgende år udnævntes til medlem af selskabet i en forholdsvis ung alder, som viser, hvilke forhåbninger man allerede den gang knyttede til ham. Med undtagelse af Bornholm var kendskabet til de geologiske forhold i den øvrige del af Danmark for en stor del indskrænket til, at der i Møns og Stevns Klint, i Faxe og på enkelte punkter i Sjælland og det nordlige Jylland fandtes kridt og kalksten, som indeholdt flint og forstenede dyr samt hist og her okker, nogle lerarter og en jernholdig sandsten, hvortil kom en formodning om, at der i den nordligste del af Jylland ville kunne findes faststående "Muslingkalk" på grund af nogle derværende saltkilder. Man antog den gang, at den danske jordbund med sine, i geologisk forstand, overordentlig nye dannelser, der alle sammenfattedes under betegnelsen "opskyllet Land", næppe kunne have stor interesse for videnskaben. For Forchhammers klartseende blik viste det sig dog snart, at der både var flere dannelser, end man havde ventet, og at meget, som syntes simpelt og ubetydeligt, dog ikke var det, men fordrede en række grundige undersøgelser og sammenlignende studier, før det kunne tydes på den rette måde. betegnelsen "Rullestensformation" skyldes ham.
På det ovenfor nævnte ubetydelige grundlag begyndte han allerede i 1822 (se Tidsskrift for Naturvidenskaberne I, 370) at undersøge Danmark i geologisk henseende, hvilket blev en af hans livs hovedopgaver, og som han kom til at omfatte med aldrig svigtende interesse. Det er naturligt, at alt ikke straks kunne stå klart for ham, så at han i begyndelsen, inden han endnu havde erhvervet sig et samlet overblik over alle de enkelte formationers dannelsesforhold, antog Møns kridt for at være en lokal udvikling i de tertiære dannelser, og at Saltholmskalken var ældre end skrivekridtet. Det ville blive alt for vidtløftigt her at følge ham skridt for skridt i alle hans herhen hørende arbejder, der omfatte et tidsrum af mere end 40 år, og det er desuden overflødigt, da der haves en samlet oversigt over alle Forchhammers litterære arbejder, ordnede efter indholdet, i indledningen til hans Almenfattelige Afhandlinger og Foredrag (1869), hvoraf man vil se, at han med rette kan siges at være grundlæggeren af en Danmarks geologi, eftersom han har tilvejebragt det grundlag, der har tjent som udgangspunkt for senere undersøgelser. Her skal kun henvises til nogle af de vigtigste, hvortil især må regnes universitetsprogrammet for 1835: Danmarks geologiske Forhold, for så vidt de er afhængige af Dannelser, der ere sluttede. Det støttede sig væsentligst på egne iagttagelser, men indeholdt også meget, der havde betydning for videnskabens mere almindelige udvikling. Til dette værk slutter sig, dels som supplement, dels som berigtigelser, en betydelig række afhandlinger, der fremkom til forskellige tider, efterhånden som han vandt klarere indsigt i alle enkelthederne. Dertil hører De bornholmske Kulformationer (1837), der er resultatet af en i det foregående år foretagen undersøgelse, der dels tilsigtede en nøjere bestemmelse af deres alder, end det havde været muligt i 1818 og 1819, da de tilsvarende dannelser i England var ukendte, dels en bedre benyttelse af kullagene, der hidtil vare bearbejdede på en aldeles upraktisk måde, og det lykkedes ham også i de følgende år at få indført en mere rationel drift. Efter, at Forchhammer havde fundet den sjællandske grønsandsdannelse, gjorde han i Det nyere Kridt i Danmark (skandinavisk naturforskermøde 1847) Rede for dens stilling til de andre på skrivekridtet aflejrede kalkstensvarieteter, som han sammenfattede under den nævnte betegnelse.
I forskellige afhandlinger meddelte han sine iagttagelser over brunkulsformationens udbredelse i Danmark, som han i begyndelsen til dels betragtede som det ældste led af vor rullestensformation. – Som slesviger beskæftigede han sig med særlig forkærlighed med de dannelser, der skyldes havets indvirkning på kysterne, såsom marsken og klitterne, den cimbriske og baltiske flod, af hvilke den første sattes i forbindelse med gennembruddet af kanalen mellem England og Frankrig. Hævnings- og sænkningsfænomenerne behandlede han i Den forandrede Vandhøjde ved de danske Kyster (Nordisk Universitets-Tidsskrift 1856), hvad der nu kaldes strandlinjens forskydning. I anledning af jordskælvet i det nordlige Jylland 1841 foretog han den første omfattende undersøgelse af de her i landet af og til forefaldende mindre jordstød.
Som nordisk geolog kunne Forchhammer ikke undlade tillige at studere forholdene på den skandinaviske halvø, og især interesserede han sig særdeles for den skandinaviske "Overgangsformation" og "Friktionsfænomenet", hvormed dannelsen af rullestensformationen står nøje i forbindelse. Til forklaringen af friktionsfænomenet forkastede han både den sefstrømske vandflod og Agassiz’ glacialteori og opstillede derimod en egen teori, i følge hvilken hele vor rullestensformation skulle være resultatet af en ved plutoniske kræfter tilvejebragt forstyrrelse af de dybere jordlag. Disse skulle efter hans mening i sønderbrudt og til dels dekomponeret tilstand være pressede op til overfladen og der have udbredt sig over en stor del af Danmark. Hvad friktionsstriberne angår, da betragtede han dem nærmest frembragte ved en forenet virkning af bølgeslaget og drivis; han kaldte dem et "Skjærgårds Fænomen" (herom: Beretning om det kongelige danske Videnskabers Selskabs 100årige Jubelfest 1842 og "Teorien for Dannelsen af det øverste Jordlag og Flytningen af de løse Stenblokke deri" i Schouws Dansk Ugeskrift 2. række II). Den nævnte teori vandt kun få tilhængere, og det synes næsten, som om han i de sidste år af sit liv havde mistet noget af tilliden dertil, efter at andre skandinaviske geologer havde fremdraget mange nye kendsgerninger, der syntes at tale for rigtigheden af glacialteorien.
Hele denne række af undersøgelser afrundedes, så at sige, i universitetsprogrammet for 1858: Bidrag til Skildringen af Danmarks geografiske Forhold i deres Afhængighed af Landets indre geognostiske Bygning, hvori han viser, hvorledes man kan tænke sig, at Danmark er opstået i den store fjord, som han kalder Nord-Østersøen, hvis kystlinje allerede findes udtrykt i juratiden. De derefter i kridttiden og den tertiære tid afsatte lagdannelser er blevet hævede, hvilket i forbindelse med de dertil sig sluttende marsk-, strand- og klitdannelser betydelig har formindsket denne havbugts område. Han anstiller sammesteds en interessant sammenligning mellem Middelhavet og Nord-Østersøen, påviser årsagerne til kysternes og fjordenes ejendommelige form, beskriver de ikke påagtede laguner og til sidst overfladens dannelse. Det er ret betegnende, at han næsten slet ikke omtaler rullestensleret, der dog har en så stor udbredelse her i landet, rimeligvis af den ovenfor anførte grund. – Forchhammer var tvende gange medlem af antikvarisk-geologiske kommissioner, nedsatte af Videnskabernes Selskab, nemlig i 1833 sammen med Finn Magnusen og Christian Molbech angående de formentlige runer på en grønstengang (Runamo) i Blekinge, skarpt kritiseret af J.J.A. Worsaae, og i 1848-55 sammen med Japetus Steenstrup og Worsaae for at undersøge nogle skaldyngers oprindelse ved vore kyster, de senere så vel bekendte "køkkenmøddinger". (Se Videnskabernes Selskabs oversigter for de nævnte år.)
Af en ny og betydelig udvidet udgave af hans Danmarks Geologi var der trykt 13 ark i 1847, eller omtrent halvdelen af hele værket. For at skaffe det en større udbredelse var det affattet på tysk, men på grund af oprørsbevægelsen i 1848 tabte Forchhammer aldeles lysten til at fortsætte arbejdet i dette sprog, så at han endog siges at have givet ordre til, at alt, hvad der var trykt, skulle brændes. Mærkelig nok er i så fald nogle eksemplarer undgåede tilintetgørelsen. En dansk udgave påbegyndtes vel 1854, men nåede ikke længere end til det 3. ark, hvilket skyldtes dels videnskabens fremskridt i den mellemliggende periode, dels en stedse stigende overbebyrdelse af forskelligartede forretninger. Adskilligt i den tidligere fremstilling måtte nu opfattes fra nye synspunkter, da enkelte afsnit var nedskrevne for hen ved 20 år siden, en lang periode i en så ny og stærkt fremadskridende videnskab som geologien, og meget måtte revideres ved atter at studeres i naturen, hvortil udfordredes temmelig betydelige rejser.
De to her berørte hovedretninger i Forchhammers studier, den kemiske og den geologiske, have alt for mange berøringspunkter, til at de kunne holdes sondrede fra hinanden. Begavet med en sjælden skarpsindighed og kombinationsevne lykkedes det ham at give meget væsentlige bidrag til den først i midten af det 19. århundrede som selvstændig videnskab behandlede kemiske geologi. Hertil hører hans arbejde om feldspatens dekomposition (Oprindelsen og de nærmere Bestanddele af nogle af de vigtigste Lerarter, 1832) og afhandlingen om den indflydelse, som tangarterne have haft på dannelsen af visse jordlag og især af alunskiferne (1844).ref name="DBL 252"/> Disse to afhandlinger hører til de fortrinligste, han har leveret, og bidrog væsentlig til at skaffe ham et anerkendt navn i udlandet som en af de første blandt Europas kemiske geologer. Arbejdet om alunskiferen var begyndelsen til en række afhandlinger, hvis hovedopgave var at vise, "hvorledes så vel i Jordens nuværende som i dens ældre Perioder de forskellige Stoffer gennemløbe visse Kredsløb og vende tilbage til lignende Former og Forhold som de, hvorfra de er udgået, samt at Organismerne, så vel Dyr som Planter, indgribe i disse store Kredsløb". foruden de foran omtalte saltvandsanalyser hører hertil: Bidrag til Dolomitens Dannelseshistorie (1849), Forsøgene på at danne i Vand uopløselige krystalliserede og krystallinske Forbindelser (1853-54)ref name="DBL 252"/>, Metallerne i Havets Dyr og Planter (1855), hvori han tillige udviklede sine anskuelser om gangdannelserne. De er alle meddelte i Videnskabernes Selskabernes oversigter.

## Professor
Da han 1831 blev kaldet til ved siden af sin virksomhed ved Den polytekniske Læreanstalt tillige at være professor i mineralogi og geologi ved universitetet (professor ordinarius 1850), modtog han de derværende samlinger, især de geologiske, i en meget mangelfuld tilstand. Under hans bestyrelse blev de ordnede efter et videnskabeligt system og betydelig forøgede på hans mange rejser i ind- og udlandet. Uagtet han stod i nøje forbindelse med ikke få fremragende tyske geologer, var målet for hans rejser som oftest England, som han besøgte i 1837, 1846, 1849 og 1862, og især fra den første af disse, da han også var i Paris og ved de udslukte vulkaner i Auvergne, hjembragte han betydelige forøgelser til museet. Han var en ivrig deltager i de skandinaviske naturforskermøder, lige fra det første forberedende møde i Gøteborg (1839) til det i 1863 afholdte i Stockholm.
Som universitetslærer nød Forchhammer fortjent påskønnelse på grund af sin elskværdige personlighed, et klart og indholdsrigt foredrag, der var præget af varm begejstring for videnskaben, en genial opfattelse og et konsekvent gennemført system. Som geolog var han væsentlig autodidakt, og derfor havde forelæsningerne i dette fag et særegent individuelt præg, da mange afsnit deraf næsten udelukkende skyldtes egne iagttagelser og undersøgelser. I flere af de i trediverne stiftede foreninger, der havde stillet sig den opgave at udbrede kendskab til naturforholdene, såsom Selskabet for Naturlæren, Naturhistorisk Forening og Industriforeningen, var han utrættelig i at meddele resultaterne af sine videnskabelige arbejder i en populær form, uden dog at forbigå noget væsentligt, for at bevisførelsen kunne blive så eksakt som muligt.

## Konsulentbistand på andre områder
At en mand med Forchhammers flersidige dygtighed måtte blive brugt på mange måder af autoriteterne, er en selvfølge. Man ønskede gerne at høre hans mening, førend der toges en endelig beslutning, navnlig i alt, hvad der vedrørte kulværkerne på Bornholm, salinen i Oldeslo, gibsbrydningen ved Segeberg, klitterne ved Vesterhavet og et i sin tid af regeringen påtænkt anlæg af et jernværk til udsmeltning af myremalm i Jylland. Med lægen Oluf Lundt Bang og flere deltog han i oprettelsen af Rosenborg Brøndanstalt i 1834 og ledede den til sin død. Tillige havde han en betydelig andel i gennemførelsen af den længe påtænkte forbedring af Københavns belysning og vandforsyning som medlem af den i dette øjemed nedsatte kommission. Som bekendt blev der på det danske Videnskabernes Selskabs bekostning og efter forslag af dets præsident, overkammerherre Adam Wilhelm Hauch, foretaget den første artesiske brøndboring her i landet ovre på Nyholm i årene 1831-47. Den var bygget på en rigtig teori, at man mulig i Danmark ville kunne træffe vandrige lag under kridtformationen ligesom i Frankrig og England; men man kom kun til en dybde af 603 fod under overfladen uden at nå grønsandslaget, hvilket havde til følge, at denne boring, ligesom det har været tilfældet med lignende i udlandet, blev udsat for en aldeles ubillig kritik. At man opgav forsøget, skyldtes dels et ved boringen indtruffet uheld, dels den omstændighed, at man ved andre boreforsøg, der samtidig var foretaget efter Forchhammers anvisning i terrænet mellem København og Køge, havde opdaget de for Københavns Vandforsyning nu så vigtige artesiske kilder, hvorved boringen på Nyholm i det mindste havde tabt den tilsigtede praktiske betydning. Senere (1859) optrådte han som konsulent ved etableringen af Københavns Vandværk.

## Hæder
Forchhammers mange fortjenester blev ikke upåagtede, i det han hædredes både med titler og ordener. Han blev således etatsråd 1851 og konferensråd 1857, Ridder af Dannebrog 1836, Dannebrogsmand 1854 og Dannebrogordenens Kommandørkors fik han 1860. Som tidligere anført blev han medlem af det danske Videnskabernes Selskab allerede i 1825, var dets sekretær fra 1851 til sin død og udnævntes til æres- eller korresponderende medlem af mange videnskabelige selskaber både i og uden for Europa. Han havde en udmærket legemsbeskaffenhed, var næsten aldrig syg, indtil han i midten af 1865 begyndte at skrante og pludselig afgik ved døden 14. december samme år. Han var to gange gift: 1. gang (1826) med Louise Christiane Fugl (1804 – 1831), en datter af kancelliråd, hof- og stadsretsprokurator U.N. Fugl (1768 – 1817), og 2. gang (1832) med halvsøsteren Emilie Mariane Fugl (1815 – 1882). En søn af første ægteskab var rektor Johannes Forchhammer.
Han er begravet på Assistens Kirkegård.

## Gengivelser af Forchhammer
Forchhammer er portrætteret på Erik Henningsens maleri 1896 af Det nordiske Naturforskermøde 1847 (Universitetet, Frederiksborgmuseet). Blyantstegning af Constantin Hansen 1856 i familieeje. Buster på Frederiksborgmuseet, Ny Carlsberg Glyptotek, i Universitetets mineralogiske museum, på Danmarks Tekniske Universitet og i Rosenborg Brøndanstalt, alle af H.W. Bissen (1866). Statuette af Th. Stein. Stenradering 1870. Litografi af Emil Bærentzen ca. 1850, af Edvard Fortling 1862. Træsnit efter tegning af Henrik Olrik 1860, af H.P. Hansen 1865, 1876 og 1888, desuden 1855 og 1860 og (i Tyskland) efter H. Bürckner. Fotografier af Rudolph Striegler og Peter Most.

## Udvalgte udgivelser
- De mangano, 1820 (afhandling).
- "Danmarks Geognostiske Forhold", i Universitetsprogram, 1835.
- Det nyere Kridt i Danmark, 1847.
- Lærebog i Stoffernes Almindelige Chemie, 1842.
- De enkelte Radikalers Almindelige Chemie, 1842 (lærebog).
- Bornholmske Kulformationer, 1836.
- De vigtigste Sætninger af den uorganiske Chemie, 1838.
- Bidrag til Skildringen af Danmarks geographiske Forhold i deres Afhængighed af Landets indre geognostiske Bygning, 1858.
- Om Søvandets bestanddele og deres Fordeling i Havet, 1859.
- Almenfattelige Afhandlinger og Foredrag, 1869.
- Selvbiografi i Universitetes Program, november 1903.